# Яджнавалкья
Яджнавалкья, также Яджнявалкья, Ягьявалкья (санскр. याज्ञवल्क्य, IAST: Yājñavalkya) — ведийский мудрец из царства Митхилы, который считается составителем «Шатапатха-брахманы» (включая «Брихадараньяка-упанишаду»), «Йога-яджнавалкья-самхиты» и «Яджнавалкья-смрити». Он также является одной из центральных фигур в упанишадах.
Яджнавалкья считается одним из величайших ведийских мудрецов. Его поучения в Упанишадах («Брихадараньяка-упанишада») рассматриваются как наиболее возвышенные наставления о природе Брахмана.
Как автор «Шатапатха-брахманы» и «Брихадараньяка-упанишады», Яджнавалкья сделал огромный вклад в развитие индийской философии, включая философскую концепцию нети нети, а также в развитие индийской астрономии, описав 95-летний цикл синхронизации движения Солнца и Луны.
Создатель одного из первых сводов законов Древней Индии — «Дхармашастра Яджнавалкьи», именуемого также «Яджнавалкья-смрити».

## Жизнеописание
Согласно традиции индуизма, он был сыном риши Девараты и учеником Вайшампаяны. Однажды, Вайшампаяна сильно разгневался на Яджнавалкью за то, что тот возгордился своей учёностью. В гневе, Вайшампаяна потребовал своего ученика отдать назад ранее переданное ему знание «Яджурведы».
По требованию своего гуру, Яджнавалкья изверг всё приобретённое от своего учителя знание в форме пищи. Другие ученики Вайшампаяны приняли облик куропаток и съели извергнутую еду, представлявшую собой знание, которое они жаждали получить. На санскрите, куропатка называется «титтири». Так как птицы титтири «съели» эту Веду, она получила название «Тайттирия Яджур-веды». Она также известна как «Кришна Яджурведа» («Чёрная Яджурведа»), по причине того, что представляет собой извергнутую субстанцию. Таким образом, «Тайттирия-самхита» является частью «Яджурведы».
После этого Яджнавалкья решил более не принимать человеческого гуру и стал поклоняться богу Солнца Сурье с целью получить от него части Вед, неизвестные даже его предыдущему духовному учителю Вайшампаяне.
По прошествии какого-то времени, бог Солнца, удовлетворённый аскезами Яджнавалкьи, принял форму коня и поведал мудрецу другую часть «Яджур-веды», доселе неизвестную человечеству. Так как эта часть «Яджурведы» была получена от бога Солнца, она называется «Шукла Яджурведа» («Белая Яджурведа»). Она также известна как «Ваджасанея Яджурведа», так как Сурья поведал её в облике коня (слово «ваджи» на санскрите означает «конь»). Яджнавалкья разделил «Ваджасанея Яджурведу» на пятнадцать частей, каждая из которых состоит из тысяч Яджур-мантр. Такие риши как Канва, Мадхьяндина и другие создали известные шакхи, которые были названы их именами.
У Яджнавалкьи было две жены. Одну звали Майтрейи, а другую — Катьяяни. Майтрейи была брахмавадини («та, кто заинтересована постижением Брахмана»). Когда Яджнавалкья пожелал разделить свою собственность между двумя жёнами, Майтрейи спросила о том, возможно ли достичь бессмертия через обретение богатства. Яджнавалкья ответил, что не существовало никакой надежды достижения бессмертия через богатство — единственное, чего она могла достичь — это стать одной из богатых женщин на земле. Услышав это, Майтрейи попросила своего мужа обучить её тому, что тот считал наиболее важным. В ответ на это, Яджнавалкья описал ей величие Абсолюта, природу Его существования, а также путь достижения бессмертия и приобретения абсолютного знания. Запись этой бессмертной беседы между Яджнавалкьёй и Майтрейи содержится в «Брихадараньяка-упанишаде», где наиболее ярко выражена мудрость Яджнавалкьи.
Яджнавалкья также принял участие в соревновании по выбору величайшего Брахма-джнани («познавшего Брахман»), организованного царём Джанакой, в котором и одержал победу, превзойдя многих великих риши-эрудитов. Всё это описавается в одной из глав полной философских и мистических вопросов и ответов «Брихадараньяка-упанишады».
В конце жизни, Яджнавалкья принимает «видват-санньясу» (отречение от мира после обретении знания о Брахмане) и удаляется в лес.